# Controverse religieuse sur la série Harry Potter
Une controverse religieuse sur la série Harry Potter, série littéraire au succès planétaire, a eu lieu. Plusieurs critiques virulents, issus de différentes religions, ont dénoncé le contenu occulte ou satanique supposé des ouvrages, lançant le débat sur un possible caractère néfaste de la série pour les lecteurs. De nombreux appels à l’interdiction des livres dans les écoles ou les bibliothèques publiques ont été lancés aux États-Unis,,,,,. Plusieurs batailles juridiques ont suivi à partir de l'argument que la sorcellerie est une religion aux États-Unis et que la diffusion de ces livres à l’école constituerait une violation de la séparation de l’Église et de l’État,. Mais le débat s'est élargi à d'autres pays et d'autres confessions religieuses.

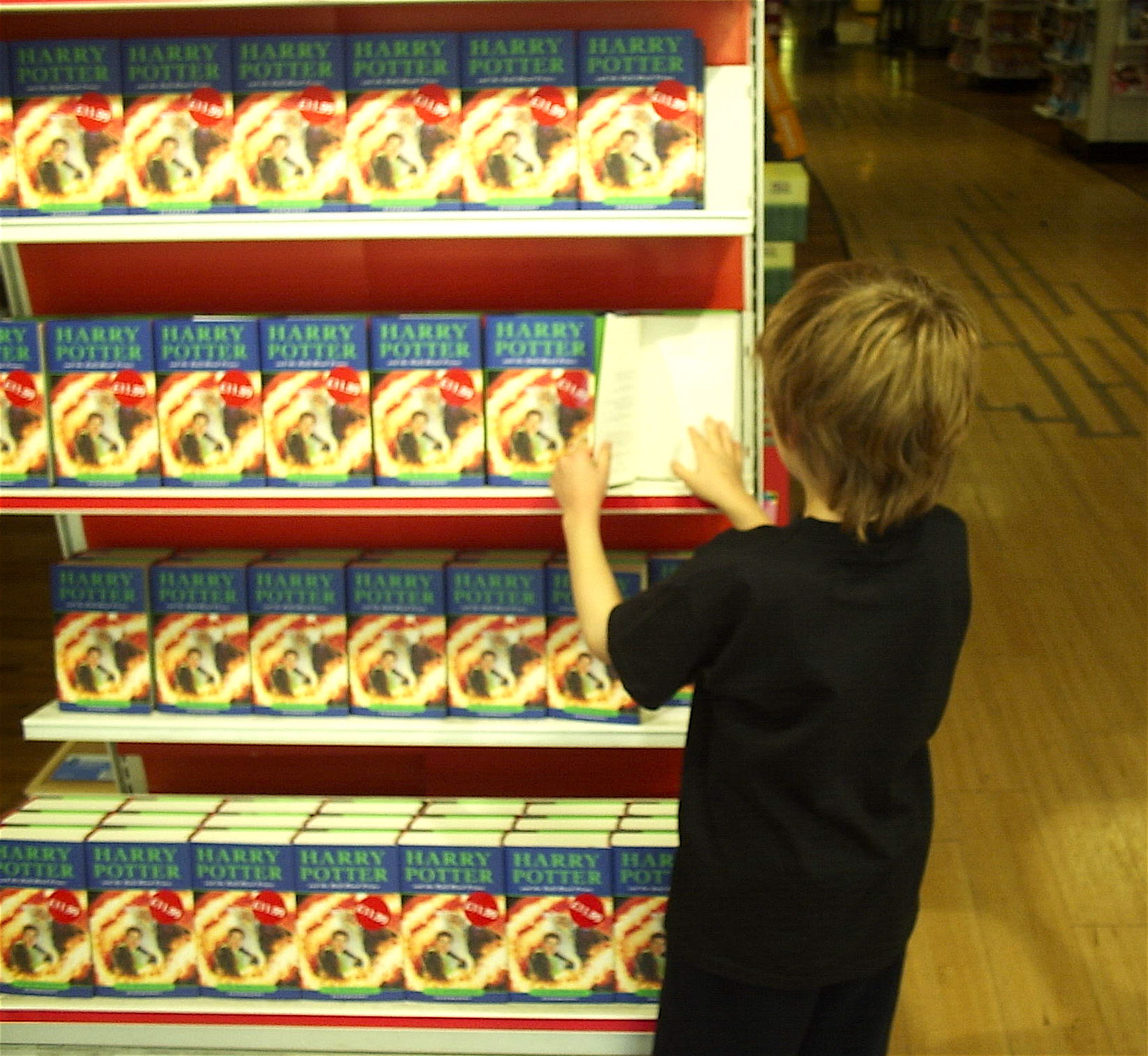
La controverse est centrée sur l'impact supposé de la série sur les enfants.

À l'inverse, de nombreux lecteurs et personnalités religieuses enthousiastes soutiennent au contraire que les ouvrages devraient plutôt être rapprochés des productions de C. S. Lewis ou J. R. R. Tolkien, dont les influences sont manifestement chrétiennes. L’auteur, elle-même, J. K. Rowling, déclare être une chrétienne pratiquante. Selon certaines sources, le dernier opus de la série est d’ailleurs rempli de références chrétiennes.

## Critiques d'églises évangéliques

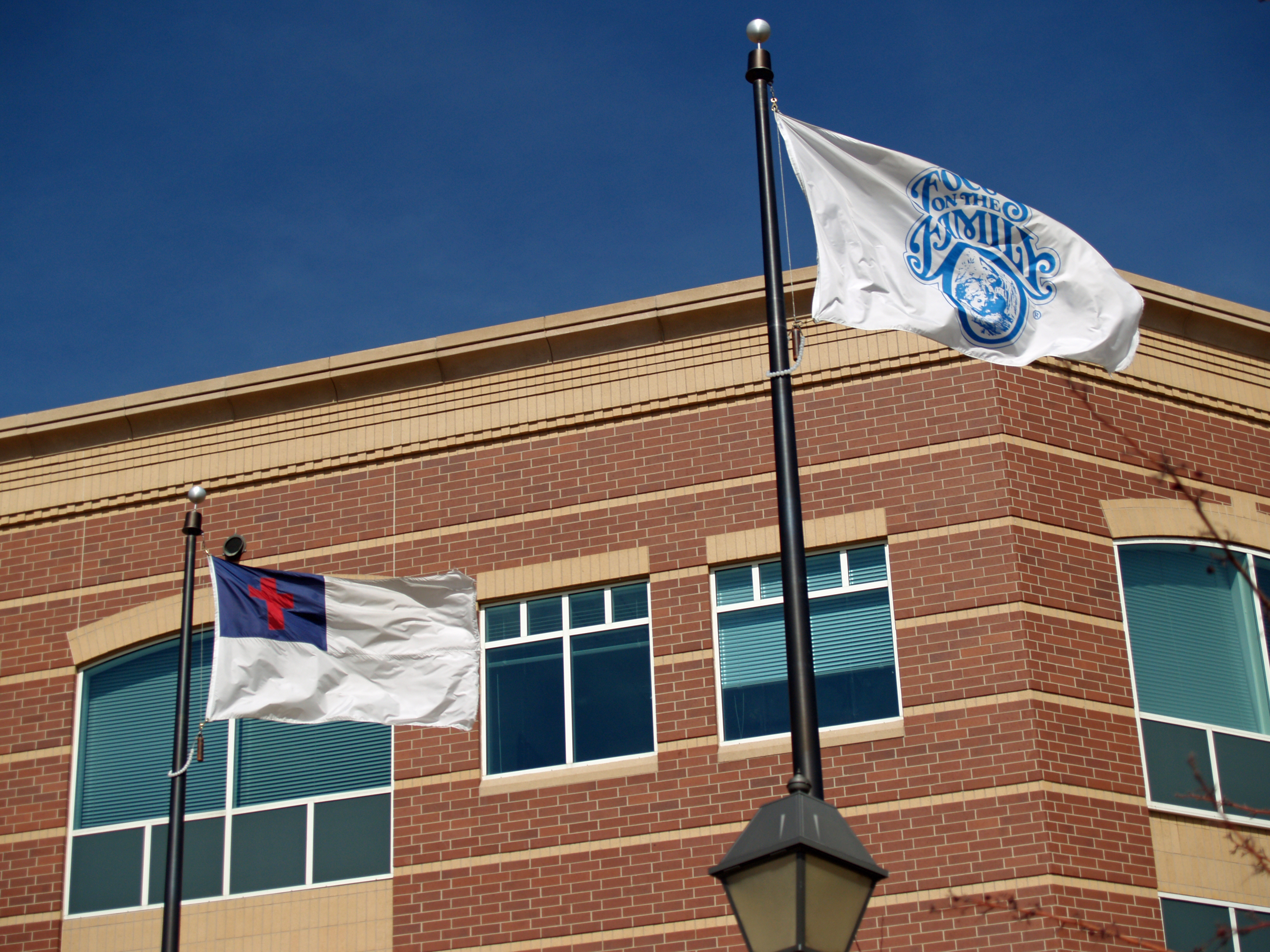
Le « drapeau chrétien » devant le centre de Focus on the family à Colorado Springs

Les critiques les plus importantes sont issues des groupes évangéliques fondamentalistes américains. Paul Hetrick, porte-parole du groupe Focus on the Family, un groupe évangélique chrétien de Colorado Springs, présente les choses ainsi : « [Les livres] contiennent quelques leçons valables sur l’amour, le courage et la victoire ultime du Bien contre le Mal, mais ces messages positifs sont emballés dans une forme de sorcellerie condamnée par les Écritures. »
Chick Publications, en 2002, a produit une bande dessinée appelée The Nervous Witch qui déclare : « Les livres de Harry Potter ouvrent une porte vers l’enfer pour des millions d’enfants. » Une accusation courante contre les ouvrages consiste à affirmer qu’ils font la promotion de la Wicca et que le fait de permettre la diffusion de cette religion à l’école enfreint la règle de la séparation de l’Église et de l’État. Ce à quoi un juge a répondu au cours d’un procès que si toutes les références aux sorcières devaient être retirées de l’école, il faudrait bannir Macbeth et Cendrillon également.
Une entreprise chrétienne produisant des vidéos a créé un DVD dans lequel il est dit : « Le monde de Harry prétend que boire le sang d'animaux morts donne du pouvoir, qu'un sacrifice humain apporte une nouvelle vie, que la possession par les démons n'est pas dangereuse, spirituellement, et que le fait de passer à travers le feu, contacter les morts, dialoguer avec les fantômes et les esprits est normal et acceptable. »
En 2001, le journaliste Richard Abanes, connu pour ses ouvrages contre les nouveaux mouvements religieux et le mormonisme, a publié un article polémique qui contenait des allégations similaires : « Harry Potter et la Bible : La menace derrière la magie ». Dans une interview à CBN, Abanes déclara : « Une des façons de déterminer si un livre ou un film de ce genre contient des instructions de magie est de se poser la question : est-ce que mon enfant va y trouver des informations qui lui permettront de reproduire ce qu'il a vu faire dans cet ouvrage ou ce film ? Si vous lisez Le Monde de Narnia ou le Seigneur des anneaux, vous voyez qu'il n'y a rien de réel. Vous ne pouvez pas faire ce qui se fait dans ces histoires. Mais dans Harry Potter, il y a des références à l'astrologie, la clairvoyance, la numérologie. Il ne faut que quelques instants pour trouver le moyen de reproduire ce qui se fait dans ces livres. »
En 2001, The Onion, un magazine satirique, publia un article intitulé « Harry Potter provoque l'intérêt des enfants pour le satanisme », ajoutant, ironiquement, que « le grand prêtre du satanisme avait décrit la série Harry Potter comme un cadeau de dieu pour leur cause. » Malgré l'évidence du fait qu'il s'agissait d'une plaisanterie, cet article fut utilisé par une chaîne de lettres qui circula parmi des chrétiens en le présentant comme une preuve du danger qu'ils pressentaient.
L'année suivante, le National Post, journal canadien, publia un article satirique similaire dans lequel il était dit : « Rowling ou, comme nous nous devons de l'appeler maintenant, J. K. Satan, déclara qu'elle s'était un jour assise dans un café par un temps maussade, se demandant ce qu'elle devait faire de sa pauvre vie sans but. La solution lui vint tout à coup : je vais donner mon corps et mon âme au Seigneur des Ténèbres et en retour il me donnera une richesse absurde et le pouvoir sur les faibles et les pitoyables de ce monde. Ce qu'il fit ! » Ce même article fut repris dans une autre chaîne de lettres chrétienne comme une démonstration des intentions de l'auteur de la série.
Un sondage, non limité aux vues des évangéliques, révèle que 7 % des américains ayant entendu parler de l'ouvrage en ont une perception négative, contre 52 % ayant une perception positive, laissant 41 % dans le doute. Ce sondage a été mis en parallèle avec la statistique qui donne 33 % d'Américains adeptes de l'évangélisme et 39 % qui suivent les instructions de la Bible littéralement.
Quelques membres d'églises évangéliques ont cependant soutenu les ouvrages, comme Connie Neal dans ses livres Qu'est-ce qu'un chrétien doit faire avec Harry Potter ?, L'Évangile selon Harry Potter et Sorciers, gardes-robes et Wookiees, naviguer entre le Bien et le Mal dans Harry Potter, Le Monde de Narnia et Star Wars. John Houghton a également publié un ouvrage assez élogieux sur la série, Le Phénomène Harry Potter.
Christianity Today publia un éditorial en faveur de la série en janvier 2000, l'appelant même « un livre de vertus » et déclarant : « Malgré le fait que la sorcellerie moderne est en effet une fausse religion dont nous devons protéger nos enfants, les livres sur Harry Potter ne sont pas représentatifs de ce courant. Nous y trouvons au contraire de magnifiques exemples de compassion, de courage, d'amitié, de sacrifice personnel. » Mais la même année, dans le même magazine, Jacqui Komschlies écrivit un article présentant la série comme de « la mort aux rats mélangée avec du soda à l'orange ».
En conséquence de certaines critiques, les livres ont subi plusieurs autodafés,.

## Critiques en provenance de catholiques
Le Vatican n'a pas spécifiquement mentionné Harry Potter, mais l'occultisme, la magie, l'astrologie ont été condamnés par l'Église depuis ses premiers temps, en accord avec les enseignements de la Bible hébraïque (Dt 18:9-14). Le document pontifical Jésus-Christ le porteur d'eau vive réaffirme un certain nombre de positions officielles de l'Église catholique en la matière.
Diverses personnalités de la curie romaine et d'autres personnalités de la hiérarchie catholique ont donné des points de vue variés sur la question.
En 2001, George Cardinal Pell, archevêque de Sydney, a donné son point de vue dans son éditorial au Sunday Telegraph. Il déclara qu'il y avait trouvé des valeurs « profondément compatibles avec le christianisme ». Dans son livre N'ayez pas peur, il dit également que la série contient « une bonne dose de vérité morale » et qu'elle est « une belle histoire ».
En 2003, Peter Fleetwood, un prêtre attaché à l'archevêché de Liverpool, représentant officiel du Conseil pontifical pour la culture apporta son soutien à la série lors d'une conférence de presse au sujet de la publication d'un livre de réflexion sur le New Age. Répondant à une question lui demandant si la magie dans Harry Potter devait être évaluée comme les pratiques New Age contre lesquelles le document mettait en garde, Fleetwood répondit : « Si j'ai bien compris les intentions de l'auteur de Harry Potter, ses livres aident les enfants à voir la différence entre le Bien et le Mal. Elle est très claire sur ce point. » Il ajouta que J. K. Rowling était « chrétienne par conviction, dans son mode de vie et dans sa manière d'écrire ». Ce commentaire fut pris par les médias comme une approbation officielle de la série par l'Église catholique, et par extension, par le pape de l'époque Jean-Paul II. Mais il n'y a en fait pas de preuve que le pape ait officiellement approuvé ce roman.
Toujours en 2003, le préfet pour la Congrégation pour la doctrine de la foi, le cardinal Joseph Ratzinger — devenu deux ans après le pape Benoît XVI — reçut le manuscrit d'un ouvrage critique de la série de la part d'une auteure allemande. Joseph Ratzinger exprima dans une lettre à l'auteur qu'il « était bon que vous éclairiez les gens sur Harry Potter, parce qu'il s'agit là de tromperies subtiles qui pourraient passer inaperçues et par là même pervertir profondément le christianisme dans l'âme avant qu'il puisse y croître correctement. » Il recommanda également qu'elle envoyât une copie du manuscrit à Peter Fleetwood. Dans une autre lettre, le cardinal Ratzinger donna la permission à l'auteure de rendre la première lettre publique. Ces lettres ont par la suite été utilisées afin de démontrer que le nouveau pape était officiellement opposé à la série,.
D'autres critiques contre ces livres sont venues d'un des exorcistes en chef de la cité du Vatican et de l'archidiocèse de Rome, Gabriele Amorth qui déclara : « Derrière les Harry Potter se trouve la signature du Seigneur des Ténèbres, le diable. » Il développa son point de vue lors d'une interview pour le Daily Mail, déclarant que les ouvrages faisaient une fausse distinction entre la magie blanche et la magie noire alors qu'en réalité, selon lui, « la distinction n'existe pas parce que la magie est toujours une manifestation du diable ». Amorth pense que les livres peuvent avoir une influence négative sur les enfants en les intéressant à l'occulte.
En revanche, Arnaud Goma-Okadina, prêtre catholique de la Communauté du Chemin-Neuf, a publié en 2007 Force et puissance de Harry, dans lequel il tente de démontrer les éléments convergents du kérygme chrétien et de l'action développée par J. K. Rowling.
Avant la parution de Harry Potter et le Prince de sang-mêlé en 2005, Peter Fleetwood, travaillant alors pour la Commission des conférences épiscopales de la communauté européenne, donna une interview à Radio Vatican. Il continua à y exprimer son impression positive de la série et déclara que la lettre du Cardinal Ratzinger pouvait avoir été écrite par un membre du personnel de la congrégation. Il ajouta que son opinion et celle d'Amorth n'étaient rien d'autre que des conflits d'opinions personnelles.
Lors de l'adaptation des ouvrages au cinéma, la Commission pour les films et la télédiffusion (Office for Film and Broadcasting) de la Conférence des évêques catholiques des États-Unis les mit en catégorie A-II, ce qui signifie que le contenu leur semblait adapté aux adolescents comme aux adultes et n'était pas moralement condamnable,,,,. La conférence épiscopale a même listé Harry Potter et le Prisonnier d'Azkaban parmi les 10 meilleurs films familiaux de l'année en 2004.
L'Osservatore Romano, le journal du Vatican, a dédié une page entière au débat dans son numéro du 15 janvier 2008 : Paolo Gulisanoy y écrit que la série des Harry Potter offre des leçons essentielles d'amour et de don de soi. Mais le Professeur Edoardo Rialti décrit Harry Potter comme « le mauvais genre de héros » ajoutant que « malgré quelques valeurs positives qui peuvent être trouvées dans l'histoire, la base de ce récit exprime que la sorcellerie est positive, que la manipulation violente des choses et des êtres, grâce à la connaissance de l'occultisme, est le privilège de quelques élus, que la fin justifie les moyens, parce que les élus, les intellectuels savent contrôler les forces obscures et en faire quelque chose de bien... C'est un mensonge grave et profond, parce qu'on retrouve là l'ancienne tentation gnostique qui confond le salut et la vérité avec une connaissance secrète. »
Cependant, en juillet 2009, l'Osservatore Romano faisait à nouveau les éloges de la morale du sixième épisode de la série de films en annonçant : « Il y a une séparation très nette entre le Bien et le Mal et le film exprime sans ambiguïté que le Bien est ce qui est juste. On comprend même que pour parvenir à cela, il faut du travail et des sacrifices. » Il admet que la quête d'immortalité de Voldemort est moralement condamnable.

## Critiques des églises orthodoxes
En 2002, les autorités de Métropole de Didymotique (Grèce) publient un communiqué présentant la série Harry Potter comme satanique qui précise qu'elle « familiarise les gens avec le diabolique, la sorcellerie, l'occulte et la démonologie ». Ce communiqué dénonce également une ressemblance entre Harry Potter et le Christ, tout en commentant : « Il n'y a aucun doute que Harry fut créé pour ressembler à un jeune sauveur. Dès sa naissance des gens tentent de le tuer, il est soumis à l'injustice mais parvient toujours de manière surnaturelle à sauver les autres et lui-même. Voyons, qui d'autre a jamais été tenu pour être le Dieu injustement traité? »
En juin 2004, après qu'un Bulgare, Stanislav Ianevski, eut été choisi pour interpréter le personnage de Viktor Krum dans Harry Potter et la Coupe de feu, l'église orthodoxe bulgare édite un article dans son journal officiel déclarant que « la magie n'est pas un jeu d'enfant ». Elle informe également le lecteur que le Synode a recommandé à l'église de Sofia de proposer des rites spéciaux chaque jeudi pour soigner ceux qui sont victimes de sorts ou possédés par des esprits maléfiques. Ainsi, on rencontre des affiches, placardées à travers la ville affirmant que le fait de réciter les formules contenues dans Harry Potter revient « à prier le diable », il y est écrit que « Dieu hait la magie ».
Mais le diacre orthodoxe russe, Andrei Kuraev, dans son livre de 2003 intitulé Harry Potter dans l'Église : Entre l'anathème et le sourire, déclare que ces livres ne sont pas dangereux : il soutient que la série est similaire aux contes de fées traditionnels ainsi qu'aux grands classiques littéraires comme l'Iliade que personne ne juge « satanique ». Il discerne une différence entre les pratiques occultes réelles et la magie décrite dans le livre : y trouvant des valeurs chrétiennes telles que l'humilité, l'amour, le sacrifice et la nécessité de choisir ce qui est juste plutôt que ce qui est facile. Il cite d'autres prêtres orthodoxes et personnalités de l'Église, tels que M Kozlov, S. Pravdoliubov ainsi que l'écrivain américain orthodoxe John Granger, qui sont en accord avec sa position. John Granger a analysé la série d'une manière positive dans son livre À la recherche de Dieu dans Harry Potter. Selon ce dernier, les livres de la série ne font pas la promotion de magie noire puisqu'il n'y a pas d'invocation des démons ou des esprits.

## Critiques d'églises anglicanes

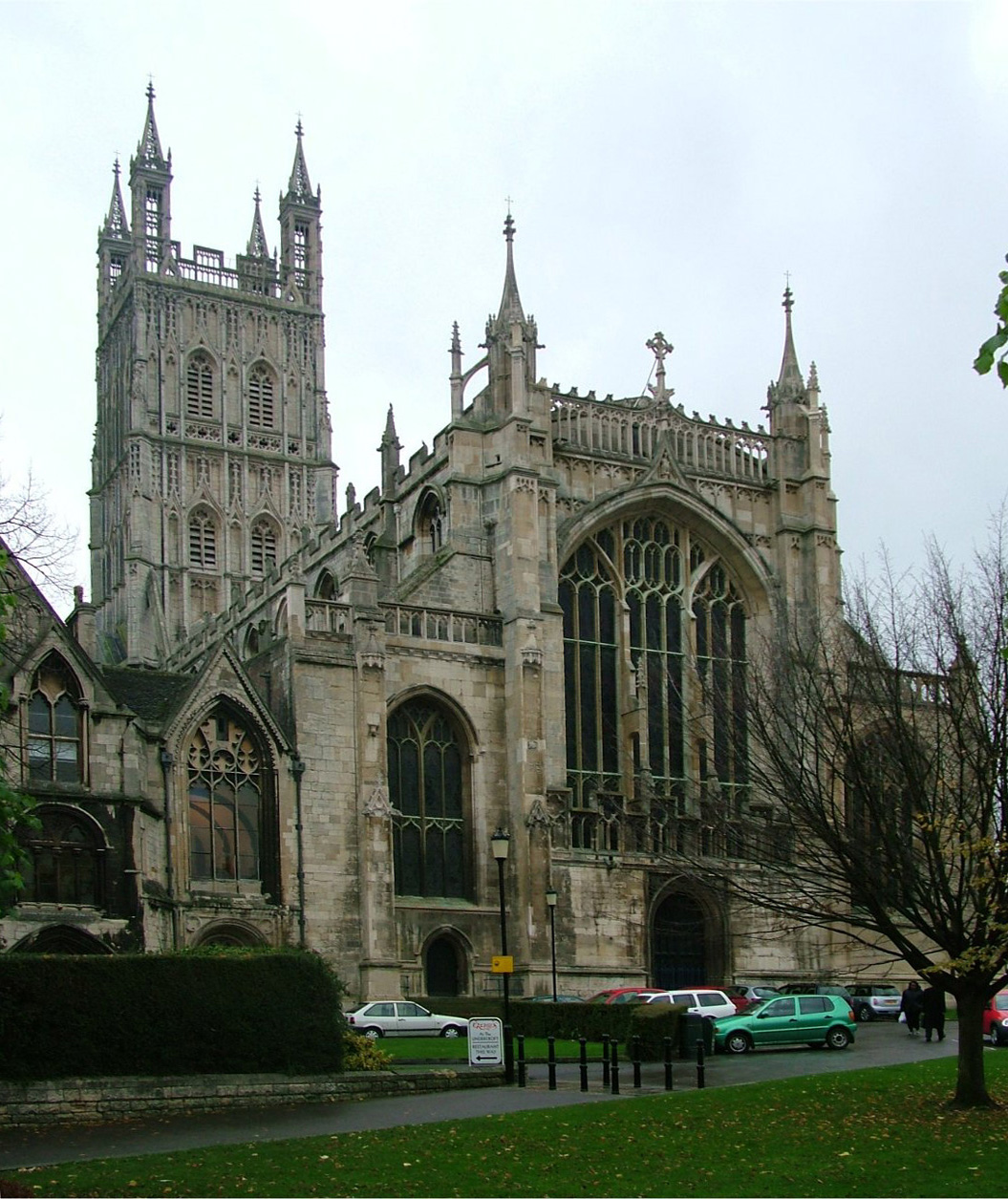
Cathédrale de Gloucester.

En 2000, le doyen de la cathédrale de Canterbury refusa l'autorisation de filmer son église pour représenter Poudlard dans la série des films Harry Potter, déclarant qu'il n'était pas approprié pour une église chrétienne d'être utilisée pour faire la promotion de l'imagerie païenne. La cathédrale de Gloucester accepta de la remplacer. Le doyen de Gloucester, le révérend Nicholas Bury, révéla qu'il était un fan de la série : « Je trouve que ce livre est une merveilleuse histoire traditionnelle pour enfants très bien écrite. C'est amusant, stimulant, sain, tout à fait le genre d'histoire que les familles devraient être encouragées à lire. » Mais la décision ne fut pas sans provoquer de nombreuses lettres de colère envoyées au journal local, The Gloucester Citizen.
L'ancien archevêque de Canterbury, George Carey, fit des remarques positives sur l'épisode Harry Potter à l'école des sorciers dans son message de nouvelle année en 2002, disant de lui qu'il était « super » et qu'il « posait de vraies questions ». En juin 2007, l'Église anglicane publia un livre de 48 pages destiné à montrer les parallèles entre les romans pour enseigner la foi aux 9 - 13 ans et les romans de Harry Potter. L'auteur du livre, Owen Smith, y déclare : « Dire que ces livres attireraient les enfants vers la magie noire est une diabolisation de Rowling et sous-estime grandement la capacité des enfants et des adolescents à faire la différence entre le réel et l'imaginaire. »

## Critiques de l'islam
Quelques personnalités de l'Islam ont exprimé leur conviction que les thèmes contenus dans ce récit entraient en conflit avec la foi musulmane,. Quelques fatwas ont été diffusées en ligne par des imams contre Harry Potter.
En 2002, les livres furent bannis des écoles de Émirats arabes unis. Selon un porte-parole du ministère de l'éducation, la magie contenue dans les ouvrages est en contradiction avec les valeurs islamiques. Malgré ce bannissement des écoles, il n'y a pas eu de plan pour les bannir des librairies.
En août 2007, la police de Karachi, au Pakistan, désamorça une bombe placée au-dehors d'un centre commercial où, quelques heures plus tard, le dernier roman de Harry Potter devait arriver pour être mis en vente. Le lancement du livre a dû être reporté. La police commentait que la certitude d'un lien entre la bombe et la série Harry Potter n'était pas absolue mais que cette hypothèse ne pouvait pas être rejetée.
Les livres sont en vente en Iran mais un éditorial du 26 juillet 2007 dans le journal Kayhan, lié à l'Ayatollah Ali Khamenei, critiquait les ministères de la culture et de la « guidance islamique » pour avoir autorisé la distribution des ouvrages. L'article déclarait que les livres « contiennent des phrases et des mots destructeurs en opposition aux valeurs de la république islamique » et que « les services de sécurité des aéroports avaient failli en faisant confiance à l'éditeur qui a des liens avec les sionistes ». En 2009, un documentaire de la télévision iranienne sur la série des Harry Potter prétendait que « la création de nouvelles histoires, basées sur des thèmes mythiques, la sorcellerie et le culte du démon, est une méthode des sionistes contemporains qui devient de plus en plus visible et cible les enfants innocents. »

## Critiques du judaïsme
Plusieurs rabbins de renom ont décrit la série Harry Potter positivement. L'un d'entre eux l'a appelée « une force au service du Bien ».
En 2005, une conférence à l'université de Reading cherchait à déterminer si Harry Potter, le personnage, avait la « yiddishe neshama » ou « âme juive ». Jonathan Sacks, le rabbin en chef du Commonwealth, déclare : « Dans une société où les adolescents sont des adultes précoces et où les adultes sont des adolescents permanents, Harry Potter a reconquis le royaume de l'enfance, démontrant qu'il n'est pas nécessaire de trahir pour enchanter. »
La décision de faire paraître le dernier Harry Potter en Israël à deux heures du matin un samedi a provoqué la colère de quelques rabbins, puisque cela tombait durant le Chabbat, durant lequel le commerce est interdit. Par ailleurs, la présence de cette série dans les écoles publiques et les bibliothèques a fréquemment été critiquée à cause de sa focalisation sur la magie.

## Harry Potter athée?
Une critique récurrente porte sur le fait que la série Harry Potter semble ne laisser aucune place à la religion :
« la faille spirituelle de ces ouvrages ne se trouve pas tellement dans l'évocation des forces obscures surnaturelles mais plutôt dans le fait que cette histoire est moins animée par la sorcellerie que par le sécularisme. » Certains athées ont en effet critiqué positivement le livre parce qu'il serait exempt de références religieuses. « La religion ne joue aucun rôle dans ces livres. Il n'y a pas d'églises, pas d'institutions religieuses, personne ne prie ni ne médite, et même les funérailles sont des affaires non religieuses. » Dans un article écrit pour le magazine Time, avant la publication du septième et dernier épisode de la série, et intitulé « Qui meurt dans Harry Potter ? Dieu », Lev Grossman déclare « Harry Potter vit dans un monde sans religion ou spiritualité d'aucune sorte. Il est entouré de fantômes mais n'a personne vers qui tourner ses prières, même s'il avait été enclin à le faire, ce qui ne semble pas être le cas. »

## Réponses sur l'association à la Wicca
Les membres de la Wicca perçoivent les critiques chrétiennes associant leur religion au contenu de la série comme erronées car elles donneraient une définition mal informée de la magie en mélangeant en particulier des concepts qui n'ont rien en commun. Un article de cette religion, intitulé « Harry Potter : La magie revue et corrigée » mentionne que le dialogue avec les morts ou le monde des esprits, la sorcellerie, les sorts, les symboles occultes, la magie noire et la possession par les démons ne font pas partie des croyances de la Wicca. selon Austin Cline « la série Harry Potter ne fait pas référence à la Wicca telle qu'elle est pratiquée. J. K. Rowling a fait des recherches dans les pratiques de la Wicca afin d'ajouter à son histoire quelques éléments qui lui donnent une apparence crédible, mais les similarités ne proviennent que du fait que ces références sont issues des anciennes traditions, mais pas du désir de l'auteur d'endoctriner ses lecteurs pour qu'ils deviennent adeptes de la Wicca ». »

## Réponses sociologiques aux diverses accusations
Connie Neal fait un commentaire général sur l'attitude des critiques : « Il y a 64 références à la magie dans les quatre premiers épisodes de la série, mais il faut considérer ces références dans leur contexte pour découvrir qu'elles n'enseignent pas la magie ou la sorcellerie. La plupart des détracteurs qui ont lu le livre avaient déjà leur opinion avant de commencer la lecture et étaient certains qu'il s'agissait de quelque chose de maléfique. Ils ont pris une loupe, ouvert le livre et pratiqué le réductionnisme littéraire afin de trouver ce qu'ils cherchaient. On peut faire la même chose avec un livre de Dickens ou un chant de Noël, c'est ridicule. »
En 2001, Massimo Introvigne, sociologue italien spécialisé dans les nouveaux mouvements religieux, critiquait l'attitude des fondamentalistes chrétiens qui tentent de discréditer le genre littéraire dont fait partie la série Harry Potter : « Les fondamentalistes rejettent, brûlent même parfois, les produits de la culture contemporaine sous prétexte que le mode de production, le style et le langage n'est pas intrinsèquement chrétien (…) La plupart des enfants comprennent que la magie dans les contes de fées est de la fiction. Si l'on devait rejeter le langage magique, il faudrait alors être cohérent jusqu'au bout et faire de même dans Mary Poppins, Peter Pan, La Belle au bois dormant et demander que Cendrillon porte la burqa. »

## Réponses de l'auteur

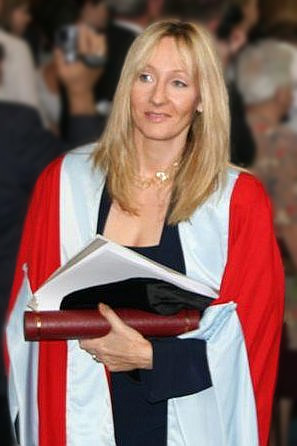
L'auteur, J. K. Rowling.

J. K. Rowling a démenti à plusieurs occasions avoir voulu attirer les enfants vers la sorcellerie. Lors d'une interview pour CNN en 1999, elle déclara « Je n'ai absolument pas créé cette histoire pour encourager les enfants à pratiquer la sorcellerie. J'en ris un peu parce que, pour moi, cette idée est absurde. J'ai rencontré des milliers d'enfants et pas une seule fois un enfant n'est venu à moi pour me dire : “Madame Rowling, je suis content d'avoir lu ces livres parce que maintenant je sais que je veux être une sorcière”. » Dans une autre interview pour le Donny & Marie Show en 1999, elle dit « Tout le monde a le droit le plus absolu, en tant que parent, et je suis une mère, de décider ce que l'on veut transmettre à ses enfants. Mais nous n'avons pas le droit de décider ce que les enfants des autres devraient faire. C'est mon sentiment. » En 2000, Rowling déclara à Entertainment Weekly qu'elle n'était pas une pratiquante de la Wicca. La même année, alors qu'un journaliste de Vancouver lui demandait si elle était chrétienne, elle déclara : « Oui, je suis chrétienne, ce qui semble contrarier certains religieux plus encore que si j'avais dit qu'il n'existait pas de Dieu ! Toutes les fois où on m'a demandé si je croyais en Dieu, j'ai répondu que oui, parce que c'est le cas, mais personne n'a approfondi cette réponse et cela me convient, je dois dire, parce que si je parle trop librement de tout ça, je pense que le lecteur intelligent, qu'il ait 10 ans ou 60 ans, va deviner où je veux en venir dans ces livres. » Selon elle, la morale de son histoire est d'une « évidence aveuglante ». La clé pour elle fut de choisir entre ce qui était juste et ce qui était facile « parce que c'est comme ça que la tyrannie commence, avec des gens qui prennent la voie facile et se trouvent rapidement dans les difficultés ». Rowling déclare avoir été membre de l'Église d'Écosse et que sa fille, Jessica, a été baptisée dans cette religion. « Je vais à l'église, dit-elle, mais je ne suis pas responsable des quelques fêlés de ma propre religion. » « Personnellement, je pense qu'on peut voir cela dans mes livres. Bien sûr, Poudlard est une école multiconfessionnelle. » Elle déclare également avoir été attentive à ne pas donner une tonalité trop religieuse à son livre afin qu'aucune foi ne se sente mieux représentée qu'une autre. « Les gens sous-estiment énormément les enfants » répondit-elle à la controverse en 2001 dans le documentaire Harry Potter et moi. « Ils savent ce qu'est la fiction. Quand les gens discutent sur cette question, je n'ai pas l'impression que leur raison fonctionne très bien. Je doute même qu'ils aient tout simplement lu les livres. » En 2007, Rowling décrivit son éducation religieuse au cours d'une interview pour de Volkskrant, un journal néerlandais : « J'ai été élevée dans l'Église d'Angleterre mais j'étais un peu la « bizarre » de la famille. Nous ne parlions pas de religion à la maison. Mon père ne croyait en rien et mes sœurs non plus. Ma mère allait occasionnellement à l'église, principalement à Noël. J'étais très curieuse et dès l'âge de 13 - 14 ans j'ai commencé à aller à l'église par moi-même et j'ai trouvé intéressant ce qui s'y disait et j'ai commencé à croire. Une fois à l'université, j'ai commencé à être plus critique, à être ennuyée par la suffisance des personnes religieuses et je suis de moins en moins allée à l'église (...) Mon mari a été éduqué dans la foi protestante. »
Mais certaines réponses qu'elle a données dans d'autres interview expriment également ses doutes. Dans un documentaire britannique, à la question une nouvelle fois posée « Croyez-vous en Dieu ? » elle répond : « Oui. Ce n'est pas toujours facile. Je ne prétends pas ne jamais avoir de doutes mais je dirais oui » et quand le journaliste lui demande si elle croit en une vie après la mort, elle répond : « Oui, je pense que j'y crois. » Dans une interview de 2008 pour le journal espagnol El País elle déclare : « Je me sens très attirée par la religion mais en même temps j'ai beaucoup d'incertitudes. Je vis dans un état de flux spirituel. Je crois dans la permanence de l'âme. »
Elle déclara à Time en 2007 : « Je n'ai jamais eu l'intention de convertir qui que ce soit au christianisme, je ne veux pas faire ce qu'a fait C. S. Lewis. Il est tout à fait possible de vivre une vie morale sans croire en Dieu, comme il est possible de vivre une mauvaise vie en croyant en Dieu. »
Harry Potter et les Reliques de la Mort débute avec deux citations, une du leader des quakers William Penn et une autre tirée des Choéphores d'Eschyle. Rowling dit de ces deux citations : « J'ai vraiment apprécié ces deux citations, parce que l'une est païenne, bien sûr, et l'autre chrétienne. Je savais que je les utiliserais depuis la publication de Harry Potter et la Chambre des secrets et que si j'introduisais le septième épisode avec elles, je bouclerais le tout parfaitement. Elles contiennent tout pour moi, vraiment. »

« La mort n'est que la traversée du monde comme des amis traversent les mers. Ils continuent de vivre chacun dans le cœur de l'autre. Car ils doivent être présents, ceux qui aiment et vivent dans l'omniprésent. Dans ce verre divin, ils nous voient face à face et leur échange avec nous est libre autant qu'il est pur. Tel est le réconfort des amis donc, même si l'on peut dire qu'ils meurent, l'amitié et la compagnie sont, dans le meilleur des sens, toujours présentes parce qu'immortelles. »

— William Penn, Fruits de la solitude

« Ô souffrance innée ! Malheur horrible, plaie ruisselante de sang ! Hélas ! Lamentable, insupportable affliction ! Hélas ! Douleur impossible à apaiser ! Mais c'est dans la maison que se trouve le remède, il ne viendra pas d'ailleurs mais d'elle-même à travers une sanglante, une cruelle discorde. Voici l'hymne adressé aux dieux souterrains. Allons, entendez, dieux bienheureux des Enfers cette prière et envoyez de bonne grâce un secours à ces enfants pour que leur vienne la victoire. »

— Eschyle, Les Choéphores

## Réactions aux révélations de l'auteur sur la sexualité du personnage Albus Dumbledore
Le 19 octobre 2007, Rowling répondit aux questions qu'on venait lui poser au Carnegie Hall à New York. Un fan de la série lui demanda si Albus Dumbledore, le directeur de Poudlard, l'un des sages de la série, « qui croit en le pouvoir de l'amour, est jamais tombé amoureux lui-même ? » L'auteur déclara : « À dire vrai, j'ai toujours pensé que Dumbledore était homosexuel. Il est tombé amoureux de Gellert Grindelwald, ce qui ajouta à son effroi quand ce dernier lui montra ce qu'il était... tomber amoureux peut nous aveugler jusqu'à un certain point... Il était attiré par cette personne brillante qui l'abandonna. » Cette réponse fut accueillie par une ovation de la part de l'auditoire. Ce à quoi Rowling répondit : « Si j'avais su que cela vous rendrait si heureux, je l'aurais annoncé des années plus tôt ! »
L'auteur chrétien Berit Kjos réagit ainsi à cette annonce : « Merci Seigneur, parce que cela nous montre que ces livres ne devraient pas être utilisés dans les églises pour illustrer le christianisme. Dumbledore se révélant être un homosexuel, ça aide à faire passer mon message. Cela aidera aussi les chrétiens concernés par cette question parce que cette révélation montre que Rowling ne parle pas comme une chrétienne. Elle introduit des valeurs contraires au message de la Bible. »
Linda Harvey, présidente de Mission America, une organisation qui « surveille le programme des homosexuels à l'égard des enfants et le paganisme dans la jeunesse américaine »[réf. nécessaire], demanda : « Souhaitons-nous que nos enfants croient qu'il est normal que le directeur d'une école soit homosexuel ? Certains trouveront-ils le moyen de faire de l'homosexualité quelque chose d'autre que l'abomination qu'elle est réellement, comme le disent les Écritures ? » Roberta Colombs, présidente de la « coalition chrétienne d'Amérique », déclara qu'elle trouvait « décevant que l'auteur ait fait d'un de ses personnages un gay » car « ce n'est pas un bon exemple pour nos enfants, qui aiment beaucoup les livres et les films. Cela encourage l'homosexualité. »
Rowling fit un commentaire à ce sujet sur la BBC : « Je pense qu'il est ridicule de se poser une telle question au XXIe siècle. Les fondamentalistes chrétiens n'ont jamais été mon inspiration. »